# Божидар Делич
Божидар Делич (серб. кир.: Божидар Делић; нар. 20 лютого 1956 — пом. 23 серпня 2022) — сербський політик, який обіймав посаду віцепрезидента Народних зборів Сербії з 2007 по 2012 рік і з 2 серпня по 23 серпня 2022 року.
Спочатку Делич вступив до Сербської радикальної партії (СРП), але у 2008 році приєднався до Сербської прогресивної партії (СПП), у 2011 році знову став членом СРП. У 2020 році Делич вийшов із СРП і разом із Неманьєю Шаровичем заснував політичну організацію Любов, віра, надія (ЛВН). На початку 2022 року він залишив ЛВН та очолив виборчий список на Парламентських виборах Сербії 2022 року від коаліції Національно-демократична альтернатива.

## Особисте життя та навчання
Делич народився 20 лютого 1956 року в селі Петровац поблизу Джяковиця, СРС, СФР Югославія.
Перші чотири класи він закінчив у початковій школі в Петроваці, а наступні чотири — в Джяковиці. Пізніше він переїхав до Белграда, де закінчив Військову академію Сухопутних військ Югославії та Школу національної оборони.

## Військова кар'єра
Після закінчення навчання його призначили лейтенантом піхоти в Білечі, СР Боснія і Герцеговина, де він працював у навчальному центрі з підготовки офіцерів запасу.

### Югославські війни
У чині майора Делич брав участь в облозі Дубровника та залишався там з 1991 по 1992 рік, де отримав звання підполковника. За згодою вищого командування він добровільно воював в Невесинє під час Боснійської війни та його призначили начальником штабу бригади в Білецькій армії Республіки Сербської.
У 1995 році він був перепризначений на посаду командира 549-ї моторизованої бригади югославської армії. Він був командиром цієї бригади під час війни в Косово та бомбардування Югославії силами НАТО у 1999 році. До складу його бригади також входила група російських добровольців, найвідомішими з яких були Анатолій Лебідь й Альберт Андієв. Після підписання Кумановської військово-технічної угоди югославська армія була змушена вийти з Косово і Метохії. Він деякий час перебував у бригаді в Лесковаці, де була організована демобілізація добровольців, резервістів і рядових, у яких закінчилася військова служба.  Пізніше він отримав звання генерала з однією зіркою.

### Післявоєнна військова кар'єра
Під час повалення Слободана Мілошевича 5 жовтня 2000 року Делич був командувачем Белградського корпусу югославської армії. Його підрозділи не втручалися у демонстрації.
З 2002 по 2005 рік служив в Оперативному управлінні Генерального штабу армії Югославії та армії Сербії та Чорногорії. У 2005 році вийшов на пенсію.
Він виступав як свідок захисту перед МТКЮ на процесах над Слободаном Мілошевичем і Володимиром Лазаревичем.

## Політична кар'єра
Делич спочатку був членом Сербської радикальної партії (СРП) і його обрали від цієї партії до Народних зборів Сербії на парламентських виборах 2007 року. Згодом він обіймав посаду віцепрезидента Народних зборів. Після парламентських виборів 2008 року його переобрали віцепрезидентом Народних зборів.
У вересні 2008 року, коли стався розкол у Сербській радикальній партії, він підтримав Томислава Николича, і вони разом заснували парламентський клуб «Вперед, Сербіє», а потім Сербську прогресивну партію. У грудні 2010 року Делич заявив, що «між ним і керівництвом Сербської прогресивної партії виникли розбіжності». У лютому 2011 року він оголосив про вихід із Сербської прогресивної партії та повернення до Сербської радикальної партії.
У складі СРП він був членом головної ради партії та його переобрали народним депутатом на парламентських виборах 2016 року.
Після парламентських виборів 2020 року, на яких Сербська радикальна партія не змогла подолати виборчий бар'єр, він разом із віцепрезидентом партії Неманьєю Шаровичем вступив у конфлікт із багаторічним президентом партії Воїславом Шешелєм, у результаті чого їх виключили з партії. Після цього вони заснували політичну організацію Любов, віра, надія (ЛВН), у якій Шаровича обрали президентом, а Делича — віцепрезидентом. У січні 2022 року повідомлялося, що Деліч вийшов з ЛВН і заснував власну політичну групу Повернення назад немає — Сербія позаду.
У лютому 2022 року опозиційна коаліція Національна демократична альтернатива обрала його як очільника виборчого списку на парламентських виборах 2022 року. Формально його підтримали Громадяни Сербії бунєвичи, хоча він не був членом партії. Після обрання до Народних зборів після виборів 2022 року Делича знову обрали віцепрезидентом 1 серпня.

## Смерть
Делич помер 23 серпня 2022 року в Москві, Росія.